# Druten
Druten es un municipio y una localidad de la Provincia de Güeldres de los Países Bajos.

## Galería

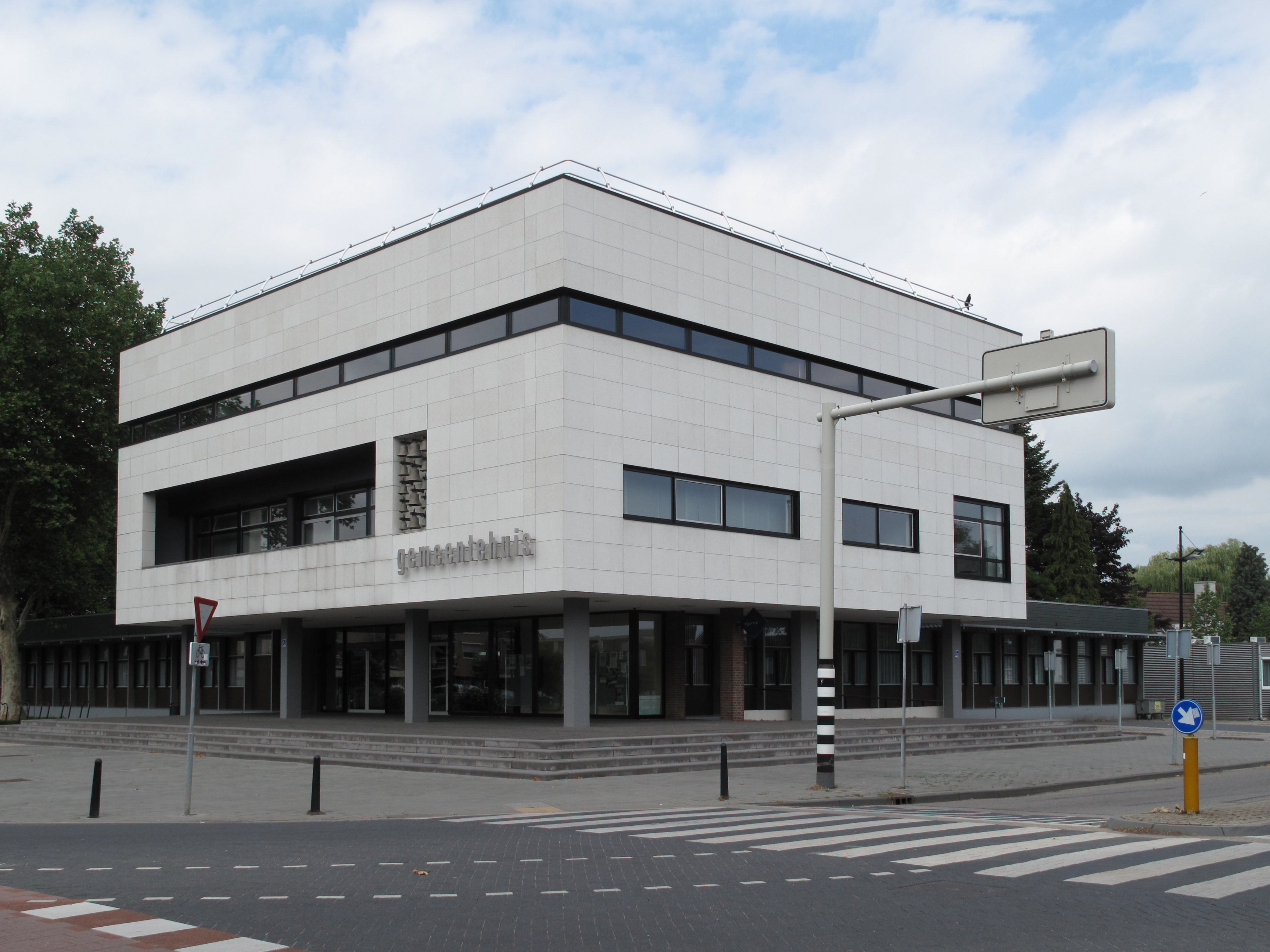
Druten, el ayuntamiento
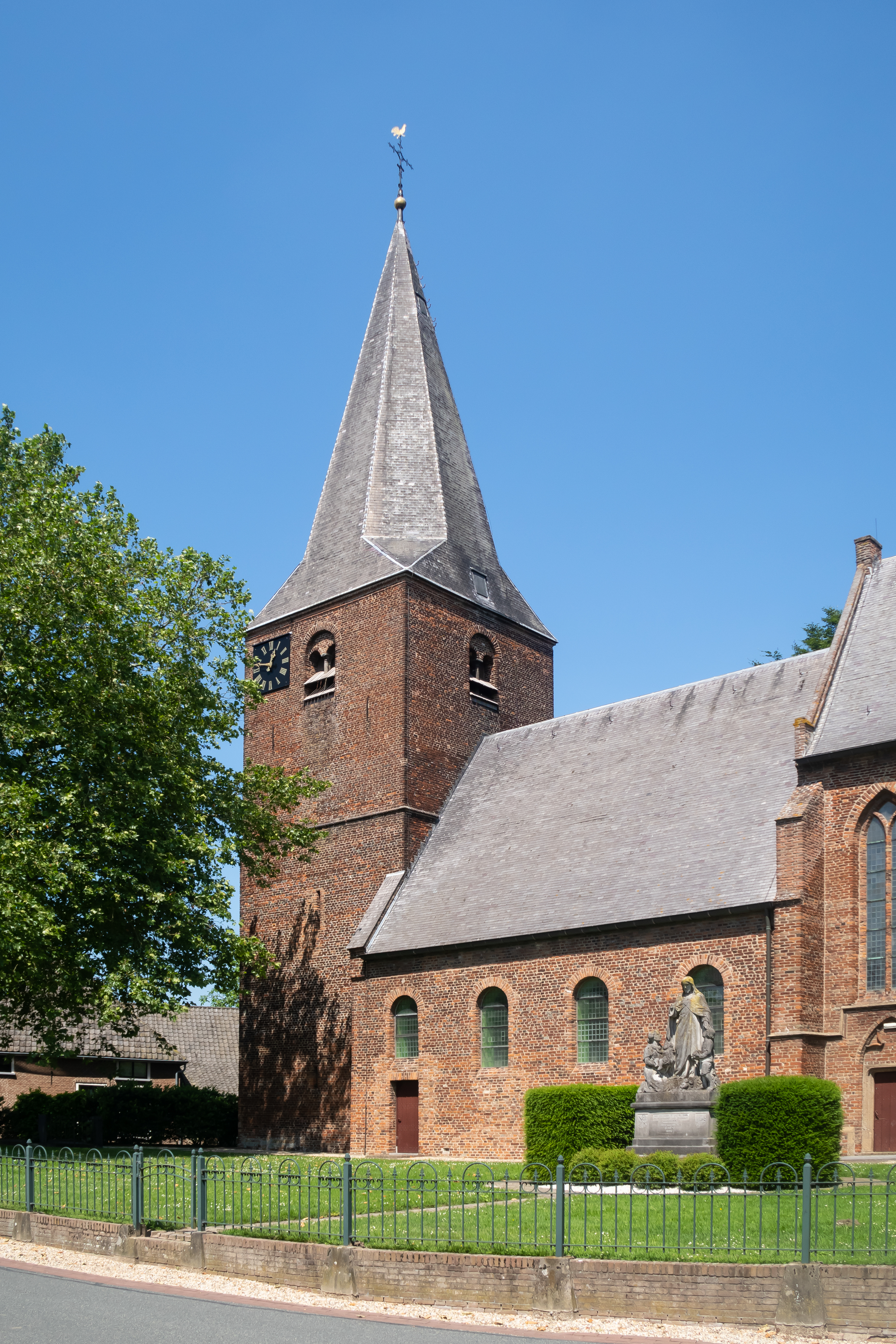
Horssen, la vieja iglesia católica
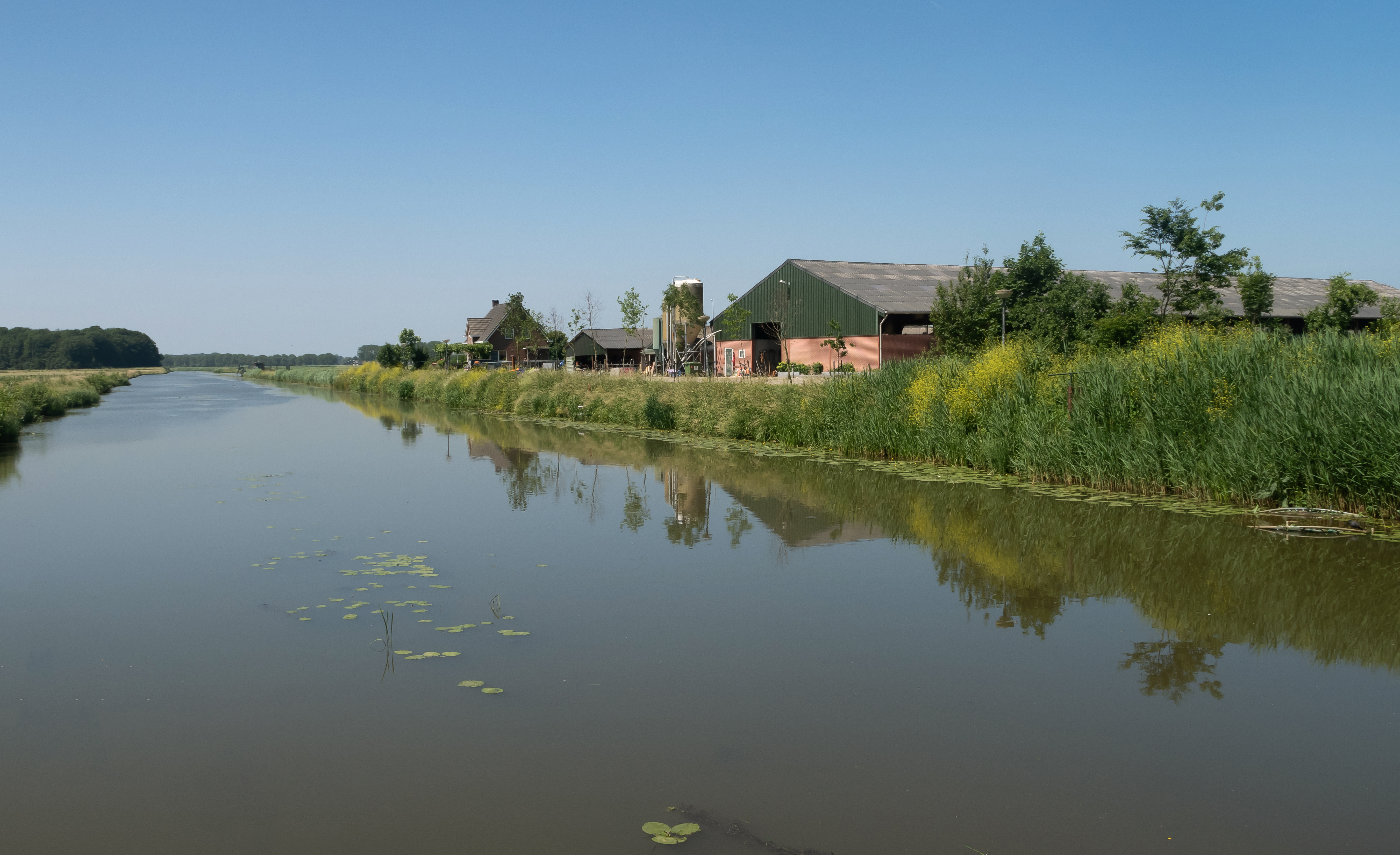
entre Horssen y Hernen, la granja en el paisaje de pólders
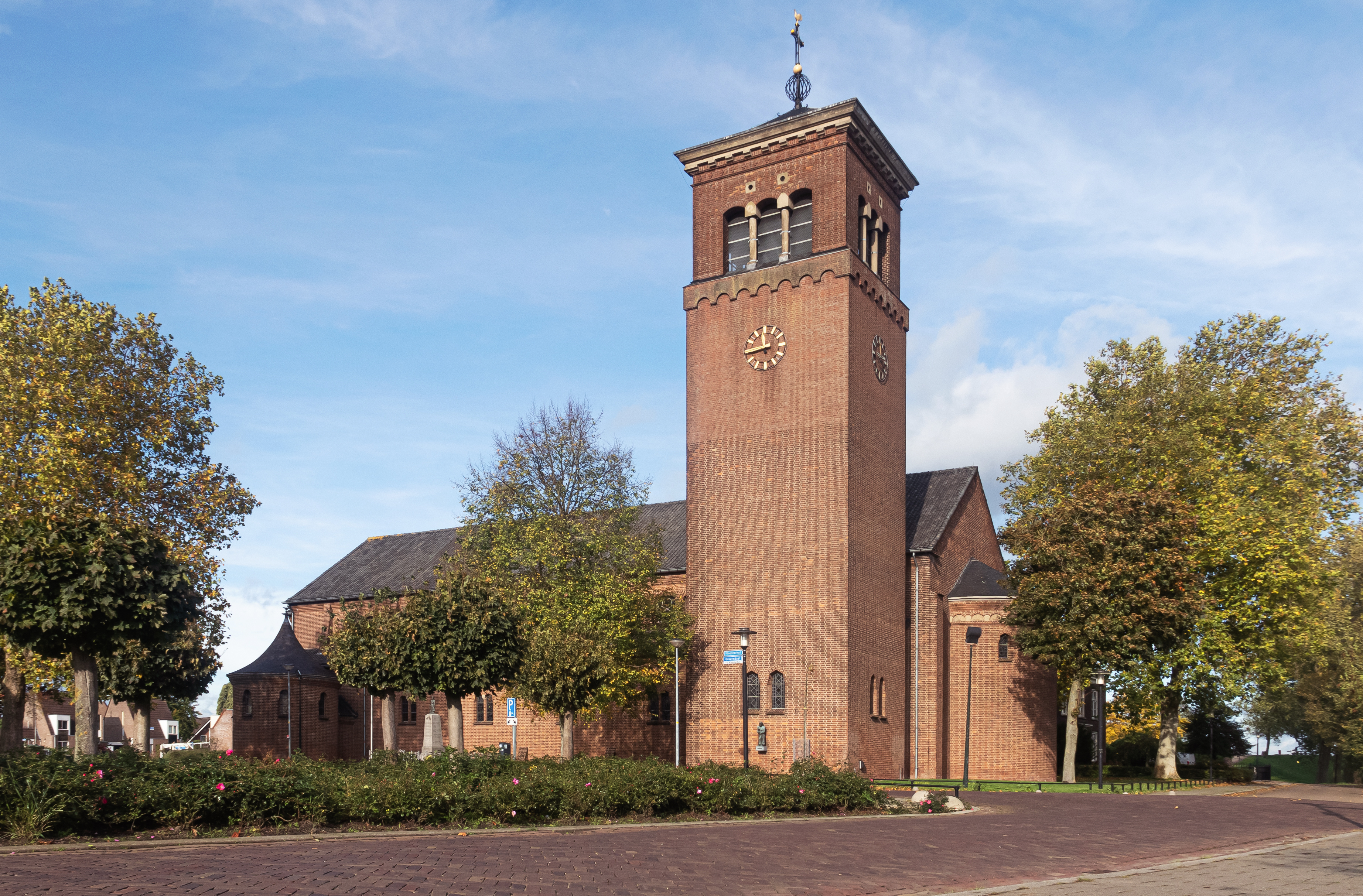
Deest, la iglesia católica
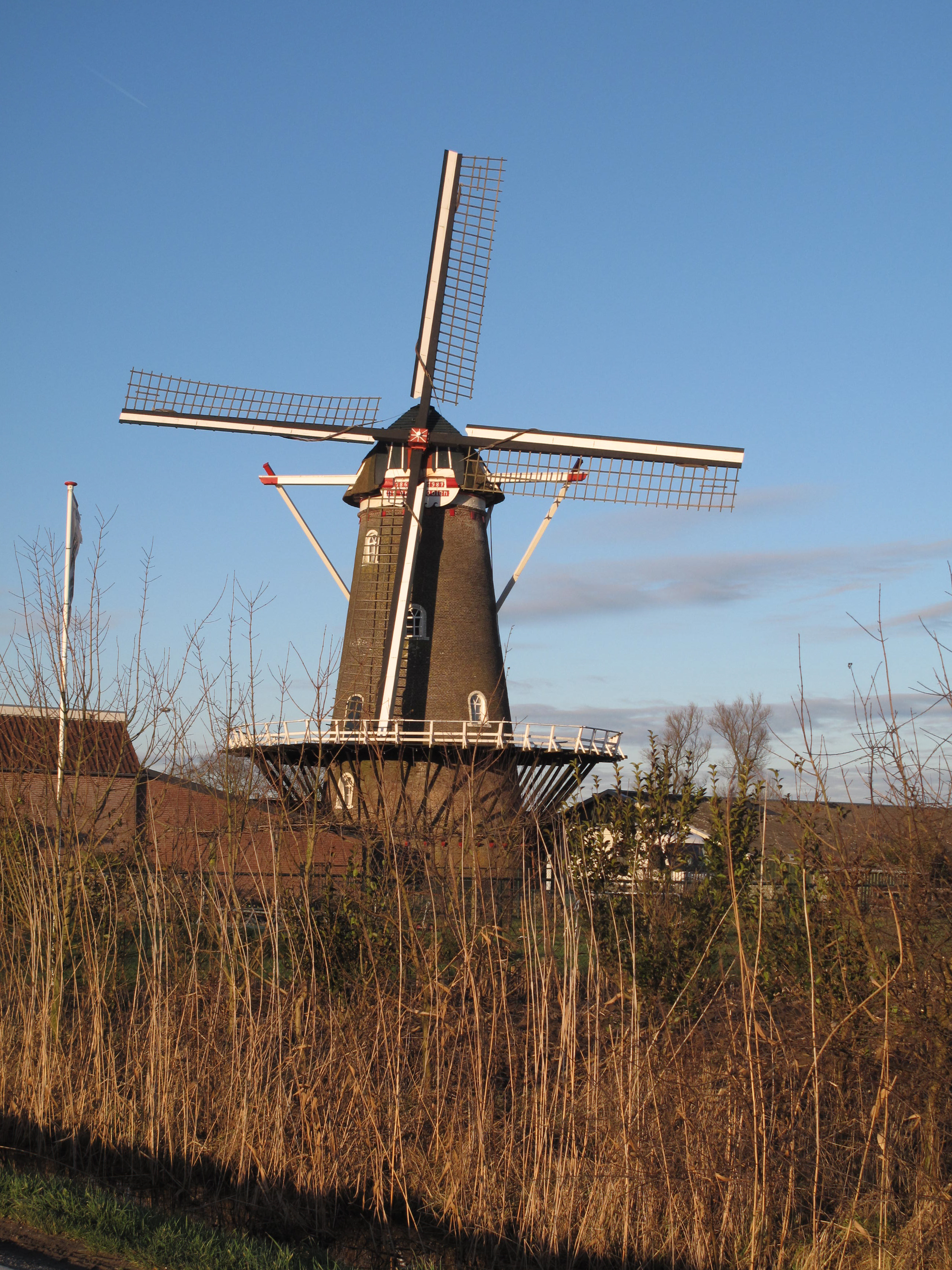
Afferden, el molino: korenmolen de Drie Waaien